# Dirty Old Town
«Dirty Old Town» (с англ. — «Грязный старый город») — песня, написанная в 1949 году Юэном Макколлом (Ewan MacColl) и ставшая популярной благодаря группе The Dubliners. Песня исполнялась многими другими музыкальными коллективами, особенно широко известен её вариант в исполнении группы The Pogues.

## История
Песня «Dirty Old Town» была написана Юэном МакКоллом о городе Солфорде (графство Ланкашир, Великобритания), в котором он родился и вырос. Изначально песня должна была служить интерлюдией, чтобы замаскировать неудачную смену сцен в пьесе Юэна МакКолла «Ландшафт с трубами» (англ. Landscape with Chimneys), которая ставилась в 1949 году в Солфорде. Однако растущая популярность фолк-музыки вывела песню за пределы театральной сцены.
Песня рисует нам выразительную и в то же время невероятно печальную картину индустриального североанглийского города. Настроение музыкального произведения во многом предвосхищало появление «Рассерженных молодых людей» в 1950-х. Когда песня МакКолла впервые прозвучала со сцены, местный городской совет проявил озабоченность негативным образом Солфорда, созданным в данном музыкальном произведении. В адрес автора последовал ряд критических замечаний, после чего строчка «smelled the smoke on the Salford wind» («вдыхал дым на солфордском ветру») была заменена на «smelled the spring on the smoky wind» («вдыхал запахи весны на дымном ветру»). Несмотря на это, первый популярный вариант песни, записанный британской группой The Spinners, содержал строчку именно о «солфордском ветре». Впрочем, в этом не было ничего удивительного: солист группы The Spinners Мик Гроувз также был родом из Солфорда.
Несмотря на то, что в песне изображён английский город, существует ошибочное мнение, что музыкальное произведение посвящено Дублину — наибольшей популярностью пользуются варианты песни в исполнении ирландских групп The Dubliners и The Pogues — и, следовательно, является ирландской песней. В самой Ирландии песню часто ассоциируют с Дублином или Дерри, исполняя её наряду с «Город, который я так люблю» («The Town I Loved So Well») Фила Колтера.

## Исполнители
- Бостонский фолк-певец Джеки Вашингтон/Джек Лэндрон, альбом Jackie Washington, 1962.
- После того, как Эстер Офарим заняла второе место на конкурсе «Евровидение» в 1963 г. с песней «T’en vas pas», она записала несколько песен, включая и песню «Dirty Old Town» (дважды в 1963 и 1964 гг.).
- «The Spinners», «The Settlers», Донован и «Chad & Jeremy», все — в 1964 г. (песня в исполнении «The Spinners» прозвучала в фильме Теренса Дейвиса «Of Time and the City» в котором рассказывалось про Ливерпуль).
- Роджер Уиттэйкер в 1968 г.
- The Dubliners, альбом Drinkin' and Courtin' (1968 г.). Впоследствии группа часто исполняла песню на своих выступлениях.
- Британский певец Род Стюарт, альбом An Old Raincoat Won’t Ever Let You Down (1969 г.).
- The Pogues, альбом Rum, Sodomy, and the Lash (1985 г.).